# 聖域 (曲)
「聖域」（せいいき）は、福山雅治32枚目のシングル。2017年9月13日発売。制作はアミューズ、発売・販売元はユニバーサルミュージック。

## 解説
前作「I am a HERO」からおよそ2年1カ月ぶりとなるシングル。
同作の表題曲は、テレビ朝日系木曜ドラマ『黒革の手帖』の主題歌として起用された。福山曰く「自分の中の守るべき場所、あるいは自らが望むあるべき姿への憧れという意味を込めた」という歌詞の世界と、ジャズとスパニッシュ音楽が取り入れられた一作とのこと。
表題曲のほかフジテレビ系『痛快TV スカッとジャパン』の人気コーナー「胸キュンスカッと」のテーマソング「jazzとHepburnと君と」と、アサヒスーパードライCMソング「Humbucker vs. Single-Coil」を収録する。
シングルは「初回盤25周年ライブDVD付盤」「初回盤 Music Clip DVD・弾き語り音源付盤」「ファンクラブ限定 BROS.盤」「通常盤」の4形態で発売。
「25周年ライブDVD付盤」のDVDは、2015年のスタジアムライブ、14年ぶりのライブハウス公演となった10代限定ライブ、地元・長崎稲佐山での野外ライブ、男性限定ライブから厳選した楽曲などの貴重な映像集。
「Music Clip DVD・弾き語り音源付盤」のDVDは、「聖域」のミュージックビデオ、「聖域」＆「jazzとHepburnと君と」の弾き語りバージョン、フリーアナウンサーの荘口彰久をインタビュアーに迎えて福山本人が語る「聖域」ライナーノーツトークを収める。
「BROS.盤」の特典ディスクは、発足25周年を記念して2016年に東京ドームで開催されたファンクラブライブ音源のダイジェスト。またライナーノーツとライブフォトブックレット、ライブ映像ストリーミング再生URLが封入される。
CDジャケット写真撮影は写真家奥山由之。
「聖域」ミュージックビデオと連動で、自身公式Instagramアカウント（masaharu_fukuyama_official）を開設した。
発売日の夜にはインスタライブとTwitterを利用した『同時視聴会』を開催した。
前作に引き続きオリコン週間シングルランキングで初登場1位を獲得した。シングル1位獲得は2009年6月1日付で記録した『化身』から9作連続で通算18作目。自身が持つ男性ソロアーティストおよび、シンガー・ソングライター歴代1位となるシングル首位獲得作品数記録をともに更新した。さらに、同じく自身が男性ソロアーティスト歴代1位を保持するシングル・アルバム総売上枚数を2410.0万枚とし、3つの歴代1位記録を自ら塗り替えた。

## 収録曲

### CD
1. 聖域
（作詞・作曲：福山雅治 / 編曲：福山雅治、井上鑑）
テレビ朝日系列木曜ドラマ『黒革の手帖』の主題歌[8]。
主題歌担当に際しコメントを寄せており、「「タイトル『聖域』は、自分の中の守るべき場所、あるいは自らが望むあるべき姿への憧れという意味を込めました。幸せも不幸せも、豊かさも貧しさも、他人が決めるのではなく自分で決める。武井咲さん演じる主人公は、とても強く、とても繊細な孤高の人、というイメージで作詞をしました。と同時に、実際の武井咲さんがこんな女性だったら、という妄想も含めて」と述べている。
2. jazzとHepburnと君と
（作詞・作曲：福山雅治 / 編曲：福山雅治、井上鑑）
フジテレビ系『痛快TV スカッとジャパン』の人気コーナー「胸キュンスカッと」のテーマソング[9]。発表前の仮タイトルは「恋の病の処方箋」。この曲の主人公は、オシャレな女の子に恋い焦がれる思春期の男の子。片思いの恋の可愛らしい思いが歌われる。
3. Humbucker vs. Single-Coil
（作曲・編曲：福山雅治）
アサヒビール「スーパードライ」CMソング。「ハムバッカー」と「シングルコイル」というのはどちらもギターのピックアップのタイプを示す言葉で、つまりは「ギターバトル」の曲であることを意味している。
4. 聖域 (弾き語り)
（作曲・編曲：福山雅治）
「初回盤 Music Clip DVD・弾き語り音源付盤」のみ収録。
5. jazzとHepburnと君と (弾き語り)
（作曲・編曲：福山雅治）
「初回盤 Music Clip DVD・弾き語り音源付盤」のみ収録。

※その他、各楽曲のインストゥルメンタル・バージョンを収録。

### 初回盤 25周年ライブ DVD
1. デビュー25周年ライブ映像ダイジェスト
1. HELLO (福山✫夏の大創業祭 2015.8.1&2 ヤンマースタジアム長居)
2. あの夏も 海も 空も (福山✫夏の大創業祭 2015.8.8&9 日産スタジアム)
3. 少年 (夏だ!台場だ!福山だ!Zeppに福山雅治がやってくる!10代限定「真夏の初体験」2015.8.19&20 Zepp Tokyo)
4. Prelude (福山✫夏の大創業祭 2015.8.29&30 稲佐山公園野外ステージ)
5. HUMAN (福山✫夏の大創業祭 2015.8.29&30 稲佐山公園野外ステージ)
6. 東京にもあったんだ (福山✫冬の大感謝祭其の十五 野郎夜!! THE SECOND 2015.12.23 パシフィコ横浜)

### 初回盤 Music Clip DVD
1. 聖域（Music Clip）
タイトル通り「聖域」をコンセプトにしたミュージックビデオには、ギター、カメラ、グラス、靴、時計、メガネなど福山の愛用品が多数登場。自身の“聖域”の中で、スーツ姿の福山がさまざまな表情を見せる[10]。
監督は丹羽慎治 (ドラゴン東京)、クリエイティブ・ディレクターは中川真仁 (電通)。

### ファンクラブ限定 BROS.盤 ライブダイジェスト音源CD
1. WE'RE BROS.大祭 in TOKYO DOME 2016.9.25&26 ライブダイジェスト音源
1. 追憶の雨の中
2. HEAVEN
3. 遠くへ
4. あの夏も海も空も
5. 最愛
6. 道標
7. もっとそばにきて
8. 「WE'RE BROS.大祭 in TOKYO DOME」ライナーノーツトーク

## ミュージシャン
| 聖域 Vocal & Gut Guitar & Banjo: FUKUYAMA MASAHARU Organ: INOUE AKIRA Bass: TAKAMIZU KENJI Drums: YAMAKI HIDEO Tenor, Baritone Saxophone: YAMAMOTO TAKUO Strings: KINBARA CHIEKO STRINGS jazzとHepburnと君と Vocal & Gut Guitar & Banjo: FUKUYAMA MASAHARU Piano: INOUE AKIRA Bass: TAKAMIZU KENJI Drums: YAMAKI HIDEO Percussion: MATARO Strings: KINBARA CHIEKO Bagpipe: CAMPBELL DIRK | Humbucker vs. Single-Coil Guitar & Bass: FUKUYAMA MASAHARU Drums: YAMAKI HIDEO 聖域 (弾き語り) Vocal & Gut Guitar: FUKUYAMA MASAHARU jazzとHepburnと君と (弾き語り) Vocal & Gut Guitar: FUKUYAMA MASAHARU |